# Grande Prêmio da França de 1988
Resultados do Grande Prêmio da França de Fórmula 1 realizado em Paul Ricard em 3 de julho de 1988. Sétima etapa do campeonato, foi vencido pelo francês Alain Prost, que subiu ao pódio junto a Ayrton Senna numa dobradinha da McLaren-Honda, com Michele Alboreto em terceiro pela Ferrari.

## Resumo

### Alain Prost em primeiro
O carro de Alain Prost sofreu um princípio de incêndio nos treinos de sexta-feira enquanto a válvula "pop-off" (limitadora do turbo) de Ayrton Senna abria antes da hora fazendo seu motor perder potência, mas nada que abalasse a McLaren, dona dos melhores tempos ao final da sessão, com o francês em primeiro e seu companheiro de equipe vindo a seguir, situação onde a vantagem do time vermelho e branco de Woking segue inalterável, mesmo em seus piores momentos. Fora da pista repercutiu o anúncio da Renault como fornecedora de motores para a Williams durante três anos.
No dia seguinte, Ayrton Senna foi à pista antes do rival e marcou o melhor tempo aos quatorze minutos de treino, obrigando Alain Prost a sair da inércia e superar a outra McLaren após quatro voltas, recolhendo-se aos boxes em seguida. De volta ao asfalto, Senna foi traído quando a válvula limitadora do turbo abriu em plena reta Mistral sendo obrigado a abortar a volta e retornar aos boxes onde os mecânicos corrigiriam o defeito numa espera de quase vinte minutos e quando estava em seu melhor momento, o brasileiro foi atrapalhado quando René Arnoux diminuiu a velocidade da Ligier na Mistral por falha no motor e uma fileira de carros pôs por terra o esforço de Senna, novamente vítima do tráfego na tentativa seguinte. Findo o combate, Alain Prost confirmou a décima sétima pole position de sua carreira ao melhorar a marca obtida na véspera deixando Ayrton Senna na segunda posição a quase meio segundo de distância. Aliás, o piloto francês não largava na posição de honra desde o Grande Prêmio de Mônaco de 1986, prova na qual ele foi o vencedor em dobradinha com Keke Rosberg, então seu companheiro na McLaren.
Ao comentar seu desempenho no treino, Alain Prost soou didáticoː "Se você está com o espírito de vencer uma corrida, conquistar a pole é apenas parte do conjunto, uma consequência natural. Estar em meu país não teve nada a ver com isso. Me empenhei tanto quanto nas outras corridas do ano, só que desta vez fui mais bem-sucedido", disse ele ao marcar a 200ª (ducentésima) pole position da Goodyear, embora a sua ânsia em subir nas zebras e derrapar nas curvas do Circuito de Paul Ricard fosse uma exceção ao seu estilo cauteloso de pilotar. Por outro lado, Ayrton Senna esperava quebrar o recorde compartilhado com Niki Lauda de seis pole positions consecutivas numa mesma temporada, "Como todo mundo, eu estava esperando esta sétima pole position", disse o vice-líder do certame. "Mas não deu e tudo bem. Seis já está bom". Simétrico, o grid francês terá quatro equipes nas quatro primeiras filasː McLaren com Alain Prost e Ayrton Senna, Ferrari com Gerhard Berger e Michele Alboreto, Benetton com Thierry Boutsen e Alessandro Nanini e Lotus com Nelson Piquet e Satoru Nakajima. Em nono lugar parte Nigel Mansell, cuja Williams venceu na França em 1986 e 1987. O vexame do dia ficou por conta de René Arnoux e Stefan Johansson, os quais não classificaram nenhuma Ligier para a etapa francesa pela primeira vez na história.

### Vitória diante da torcida
Mesmo agraciado com o primeiro lugar, Alain Prost não foi triunfalista em seu discurso para o domingo. "O lado da pista onde larga o segundo colocado está mais limpo". Tão logo soube disso, Ayrton Senna discordou com fleumaː "Pode até ser que o meu lado esteja mais limpo, mas a primeira curva está a favor dele". Na largada, o carro de Prost manteve a liderança enquanto Senna largou mal e teve de superar a Ferrari de Gerhard Berger no começo da prova a fim de manter-se em segundo lugar. Eliminados os contratempos, o dueto da McLaren acelerou e abriu uma diferença confortável em relação a Berger. Após quinze voltas os retardatários surgem pelo caminho e Prost viu a outra McLaren próxima de si, mas um defeito no câmbio de Senna nos giros seguintes impedia o brasileiro de frear como deveria aumentando assim o risco de derrapagens. Tal fato mudaria a dinâmica da corrida, pois Senna foi aos boxes na volta trinta e quatro. Duas passagens depois foi a vez de Prost, mas quando ele voltou ao asfalto, a liderança estava nas mãos de Senna, cujo pit stop foi três segundos mais rápido.
Sem jamais ter vencido na França, Ayrton Senna não teria um domingo fácil em Paul Ricard, afinal sua vantagem em relação a Alain Prost esvaia-se na mesma proporção dos seus problemas de câmbio, obrigando-o a desgastar os freios para controlar a velocidade do carro nas curvas e na aproximação aos retardatários. Na volta quarenta e seis os pneus do bólido de Senna soltaram fumaça, tal a dificuldade em manter-se atrás da Lola de Yannick Dalmas antes de ultrapassá-la no fim da reta dos boxes. Onze giros mais tarde uma nova freada brusca prejudicou o brasileiro, mas o pior estava por virː quando viu os carros vermelho e branco atrás de si na volta sessenta e um, Nelson Piquet os deixou passar sem criar problemas e Alex Caffi agiu da mesma forma, mas quando Ayrton Senna saiu da reta Mistral encostou na Minardi de Pierluigi Martini e permaneceu atrás do piloto italiano na curva Signes temendo perder o carro caso "freasse muito em cima" da Minardi para superá-la e quando chegaram à curva Beausset o bólido de Alain Prost estava em melhores condições e assim o francês reassumiu a liderança.
Posicionado atrás de seu maior rival, Ayrton Senna tentou utilizar os retardatários a seu favor, mas sempre que forçava seu ritmo o carro tornava-se ainda mais instável e além disso Alain Prost tinha uma vantagem nítida quando freava. Restou a Senna torcer por uma pane seca de Prost (após a corrida o brasileiro revelou que seu adversário tinha menos combustível no tanque) dado o ritmo forte imprimido pelo líder do campeonato. A essa altura a cúpula da McLaren temia perder a corrida por falta de combustível nos dois carros, pois uma falha momentânea no envio de dados para os boxes deixou o time às cegas e para piorar, os pilotos desligaram o rádio interrompendo a comunicação com a equipe, agindo na base do "cada um por si". Lívidos, Ron Dennis, Jo Ramírez e Creighton Brown torciam para que o pior não acontecesse e foi com grande alívio que eles celebraram mais uma dobradinha da McLaren graças à vitória de Alain Prost e o segundo lugar de Ayrton Senna, com a Ferrari de Michele Alboreto cruzando a linha de chegada a mais de um minuto do vencedor enquanto, com uma volta de atraso, Gerhard Berger, com a outra Ferrari, Nelson Piquet, extraindo o máximo da Lotus, e Alessandro Nannini, da Benetton, completaram a zona de pontuação. Da primeira a última volta, a terceira posição esteve ao alcance dos carros italianos e nisso Alboreto levou a melhor ao duelar com o austríaco, sendo que Berger esteve ao alcance de Piquet, mas a perda de uma das marchas deixou o tricampeão em quinto, felizmente o poderio do motor Honda garantiu-lhe o quinto lugar à frente de Nanini.
Combativo durante todo o fim de semana, Alain Prost celebrou sua quarta vitória no campeonato e a liderança da competição com 54 pontos ante os 39 pontos de Ayrton Senna, contagem que mantém a McLaren no topo do mundial de construtores com 93 pontos. O significado dos números, contudo, pode ser medido em atitudes, pois enquanto Prost agia como a euforia em pessoa, Senna espraiava resignação com o seu melhor resultado em solo francês, pois inquietava-se com a hipótese de não terminar a corrida e lamentava o peso de seus erros ao longo do anoː a desclassificação no Grande Prêmio do Brasil e a parvoíce que custou-lhe uma vitória certa no Grande Prêmio de Mônaco. Em sentido inverso, Alain Prost subiu ao pódio nas sete provas realizadas até aqui exibindo 86% de aproveitamento na pontuação. Sob esse ponto de vista, o tricampeonato do francês é apenas uma questão de tempo.

## Classificação da prova

### Pré-classificação
| Pos. | Nº | Piloto            | Construtor    | Tempo    | Dif.    |
| ---- | -- | ----------------- | ------------- | -------- | ------- |
| 1    | 33 | Stefano Modena    | EuroBrun-Ford | 1:12.805 | —       |
| 2    | 36 | Alex Caffi        | Dallara-Ford  | 1:12.891 | + 0.086 |
| 3    | 22 | Andrea de Cesaris | Rial-Ford     | 1:12.898 | + 0.093 |
| 4    | 32 | Oscar Larrauri    | EuroBrun-Ford | 1:13.452 | + 0.647 |
| DNPQ | 31 | Gabriele Tarquini | Coloni-Ford   | 1:14.214 | + 1.409 |

### Treinos oficiais
| Pos.    | Nº | Piloto             | Construtor      | Q1       | Q2       | Grid              |
| ------- | -- | ------------------ | --------------- | -------- | -------- | ----------------- |
| 1       | 11 | Alain Prost        | McLaren-Honda   | 1:08.171 | 1:07.589 | —                 |
| 2       | 12 | Ayrton Senna       | McLaren-Honda   | 1:08.456 | 1:08.067 | + 0.478           |
| 3       | 28 | Gerhard Berger     | Ferrari         | 1:09.032 | 1:08.282 | + 0.693           |
| 4       | 27 | Michele Alboreto   | Ferrari         | 1:09.624 | 1:09.422 | + 1.833           |
| 5       | 20 | Thierry Boutsen    | Benetton-Ford   | 1:11.170 | 1:09.587 | + 1.998           |
| 6       | 19 | Alessandro Nannini | Benetton-Ford   | 1:10.743 | 1:09.718 | + 2.129           |
| 7       | 1  | Nelson Piquet      | Lotus-Honda     | 1:09.734 | 1:09.900 | + 2.145           |
| 8       | 2  | Satoru Nakajima    | Lotus-Honda     | 1:11.394 | 1:10.250 | + 2.661           |
| 9       | 5  | Nigel Mansell      | Williams-Judd   | 1:11.112 | 1:10.337 | + 2.748           |
| 10      | 16 | Ivan Capelli       | March-Judd      | 1:11.779 | 1:10.496 | + 2.907           |
| 11      | 17 | Derek Warwick      | Arrows-Megatron | 1:11.339 | 1:10.634 | + 3.045           |
| 12      | 22 | Andrea de Cesaris  | Rial-Ford       | 1:11.854 | 1:10.861 | + 3.272           |
| 13      | 18 | Eddie Cheever      | Arrows-Megatron | 1:11.567 | 1:10.979 | + 3.390           |
| 14      | 36 | Alex Caffi         | Dallara-Ford    | 1:13.144 | 1:11.211 | + 3.622           |
| 15      | 6  | Riccardo Patrese   | Williams-Judd   | 1:11.671 | 1:11.286 | + 3.697           |
| 16      | 15 | Maurício Gugelmin  | March-Judd      | 1:11.315 | 1:11.404 | + 3.726           |
| 17      | 14 | Philippe Streiff   | AGS-Ford        | 1:12.004 | 1:11.466 | + 3.877           |
| 18      | 30 | Philippe Alliot    | Lola-Ford       | 1:12.286 | 1:11.511 | + 3.922           |
| 19      | 29 | Yannick Dalmas     | Lola-Ford       | 1:12.547 | 1:11.747 | + 4.158           |
| 20      | 33 | Stefano Modena     | EuroBrun-Ford   | 1:12.997 | 1:12.007 | + 4.418           |
| 21      | 10 | Bernd Schneider    | Zakspeed        | 1:13.527 | 1:12.026 | + 4.437           |
| 22      | 23 | Pierluigi Martini  | Minardi-Ford    | 1:13.039 | 1:12.268 | + 4.679           |
| 23      | 3  | Jonathan Palmer    | Tyrrell-Ford    | 1:13.063 | 1:12.316 | + 4.272           |
| 24      | 21 | Nicola Larini      | Osella          | 1:13.037 | 1:12.406 | + 4.817           |
| 25      | 24 | Luis Pérez-Sala    | Minardi-Ford    | 1:12.938 | 1:12.525 | + 4.936           |
| 26      | 32 | Oscar Larrauri     | EuroBrun-Ford   | 1:13.888 | 1:12.538 | + 4.949           |
| DNQ     | 25 | René Arnoux        | Ligier-Judd     | 1:12.654 | 1:12.736 | + 5.065           |
| DNQ     | 4  | Julian Bailey      | Tyrrell-Ford    | 1:13.839 | 1:12.697 | + 5.108           |
| DNQ     | 26 | Stefan Johansson   | Ligier-Judd     | 1:13.629 | 1:12.801 | + 5.212           |
| EXC     | 9  | Piercarlo Ghinzani | Zakspeed        | 1:14.797 | 1:12.121 | [ 23 ] [ nota 3 ] |
| DNPQ    | 31 | Gabriele Tarquini  | Coloni-Ford     | —        | —        | —                 |
| Fontes: |    |                    |                 |          |          |                   |

### Corrida
| Pos.    | Nº | Piloto             | Construtor      | Voltas | Tempo/Diferença  | Grid | Pontos            |
| ------- | -- | ------------------ | --------------- | ------ | ---------------- | ---- | ----------------- |
| 1       | 11 | Alain Prost        | McLaren-Honda   | 80     | 1:37:37.328      | 1    | 9                 |
| 2       | 12 | Ayrton Senna       | McLaren-Honda   | 80     | + 31.752         | 2    | 6                 |
| 3       | 27 | Michele Alboreto   | Ferrari         | 80     | + 1ː06.505       | 4    | 4                 |
| 4       | 28 | Gerhard Berger     | Ferrari         | 79     | + 1 volta        | 3    | 3                 |
| 5       | 1  | Nelson Piquet      | Lotus-Honda     | 79     | + 1 volta        | 7    | 2                 |
| 6       | 19 | Alessandro Nannini | Benetton-Ford   | 79     | + 1 volta        | 6    | 1                 |
| 7       | 2  | Satoru Nakajima    | Lotus-Honda     | 79     | + 1 volta        | 8    |                   |
| 8       | 15 | Maurício Gugelmin  | March-Judd      | 79     | + 1 volta        | 16   |                   |
| 9       | 16 | Ivan Capelli       | March-Judd      | 79     | + 1 volta        | 10   |                   |
| 10      | 22 | Andrea de Cesaris  | Rial-Ford       | 78     | + 2 voltas       | 12   |                   |
| 11      | 18 | Eddie Cheever      | Arrows-Megatron | 78     | + 2 voltas       | 13   |                   |
| 12      | 36 | Alex Caffi         | Dallara-Ford    | 78     | + 2 voltas       | 14   |                   |
| 13      | 29 | Yannick Dalmas     | Lola-Ford       | 78     | + 2 voltas       | 19   |                   |
| 14      | 33 | Stefano Modena     | EuroBrun-Ford   | 77     | + 3 voltas       | 20   |                   |
| 15      | 23 | Pierluigi Martini  | Minardi-Ford    | 77     | + 3 voltas       | 22   |                   |
| NC      | 24 | Luis Pérez-Sala    | Minardi-Ford    | 70     | Não classificado | 25   |                   |
| Ret     | 32 | Oscar Larrauri     | EuroBrun-Ford   | 64     | Embreagem        | 26   |                   |
| Ret     | 21 | Nicola Larini      | Osella          | 56     | Semieixo         | 24   |                   |
| Ret     | 10 | Bernd Schneider    | Zakspeed        | 55     | Câmbio           | 21   |                   |
| Ret     | 5  | Nigel Mansell      | Williams-Judd   | 48     | Suspensão        | 9    |                   |
| Ret     | 30 | Philippe Alliot    | Lola-Ford       | 46     | Pane elétrica    | 18   |                   |
| Ret     | 3  | Jonathan Palmer    | Tyrrell-Ford    | 40     | Motor            | 23   |                   |
| Ret     | 6  | Riccardo Patrese   | Williams-Judd   | 35     | Freios           | 15   |                   |
| Ret     | 20 | Thierry Boutsen    | Benetton-Ford   | 28     | Motor            | 5    |                   |
| Ret     | 14 | Philippe Streiff   | AGS-Ford        | 20     | Pane seca        | 17   |                   |
| Ret     | 17 | Derek Warwick      | Arrows-Megatron | 11     | Spun Off         | 11   |                   |
| EXC     | 9  | Piercarlo Ghinzani | Zakspeed        |        | Excluído         |      | [ 23 ] [ nota 3 ] |
| DNQ     | 25 | René Arnoux        | Ligier-Judd     |        |                  |      |                   |
| DNQ     | 4  | Julian Bailey      | Tyrrell-Ford    |        |                  |      |                   |
| DNQ     | 26 | Stefan Johansson   | Ligier-Judd     |        |                  |      |                   |
| DNPQ    | 31 | Gabriele Tarquini  | Coloni-Ford     |        |                  |      |                   |
| Fontes: |    |                    |                 |        |                  |      |                   |

## Tabela do campeonato após a corrida
| Pos.    | Piloto           | Pontos |
| ------- | ---------------- | ------ |
| 1       | Alain Prost      | 54     |
| 2       | Ayrton Senna     | 39     |
| 3       | Gerhard Berger   | 21     |
| 4       | Michele Alboreto | 13     |
| 5       | Nelson Piquet    | 13     |
| Fontes: |                  |        |

| Pos.    | Equipe          | Pontos |
| ------- | --------------- | ------ |
| 1       | McLaren-Honda   | 93     |
| 2       | Ferrari         | 34     |
| 3       | Lotus-Honda     | 14     |
| 4       | Benetton-Ford   | 13     |
| 5       | Arrows-Megatron | 9      |
| Fontes: |                 |        |

- Nota: Somente as primeiras cinco posições estão listadas. Entre 1981 e 1990 cada piloto podia computar onze resultados válidos por temporada não havendo descartes no mundial de construtores.